# 狭裂乌头
狭裂乌头（学名：Aconitum refractum）为毛茛科乌头属下的一个种。

## 扩展阅读
- 維基物種上的相關：狭裂乌头